# Emídio
Santo Emídio (em latim: Emidius, Æmedius, Emigdius, Hemigidius; em italiano:  Sant'Emidio; c. 279 d.C. – c. 309 d.C.) foi um bispo cristão que é venerado como santo e mártir da Igreja Católica. A tradição conta que ele foi morto durante a perseguição de Diocleciano.

## História
Emídio era um pagão de Augusta dos Tréveros (atual Tréveris, na Alemanha), que se tornou cristão. Viajou para Roma e curou a filha paralítica de seu anfitrião Graciano, que o deixou ficar com ele em sua casa na Ilha Tiberina. A família de Graciano converteu-se, então, ao cristianismo.
Emídio também curou um cego. O povo de Roma acreditava que ele era filho de Apolo e o levou à força para o Templo de Esculápio, um dos ídolos do paganismo, na ilha do Tibre, onde curou muitos doentes. Emídio declarou-se cristão, no entanto, e derrubou os altares pagãos e despedaçou uma estátua de Esculápio. Ele também converteu muitos ao cristianismo; isso enfureceu o prefeito da cidade.
Ele foi feito bispo pelo Papa Marcelo I (ou Papa Marcelino) e foi enviado para Ascoli Piceno, pequena cidade na região de Marche, na Itália.
Em seu caminho para Ascoli, Emídio fez mais conversões e realizou um milagre em que fez jorrar água de uma montanha, após bater nela. Polímio, o governador local, tentou convencer Emídio a adorar a Júpiter e à deusa Angaria, a padroeira de Ascoli. Polímio também lhe ofereceu a mão de sua filha Polísia. Em vez de aceitá-la em casamento, Emídio a batizou como cristã nas águas do Tronto, junto com muitos outros.
Enfurecido, Polímio o decapitou no local agora ocupado pelo Templo Vermelho de Santo Emídio, assim como seus seguidores Êupolo (Euplo), Germano e Valêncio (Valentino). Emídio levantou-se e carregou sua própria cabeça para um ponto em uma montanha onde ele havia construído um oratório (local do atual Sant'Emidio alla Grotte). Após o martírio de Emídio, seus seguidores atacaram o palácio de Polímio e o derrubaram.

## Veneração
Sua hagiografia foi escrita provavelmente por um monge de origem franca no século XI, após a redescoberta das relíquias do santo, que haviam sido conservadas em um sarcófago romano. No entanto, sua hagiografia foi atribuída a seu discípulo Valêncio, que com ele foi martirizado. A veneração a Santo Emídio é antiga e documentada por igrejas dedicadas a ele desde o século VIII. O translado de suas relíquias da catacumba de Sant'Emidio alla Grotte para a cripta da catedral aconteceu provavelmente por volta do ano 1000, sob Bernardo II, bispo de Ascoli Piceno.
Em 1703, um violento terremoto ocorreu nas Marcas, mas não afetou a cidade de Ascoli Piceno. A salvação da cidade foi atribuída a Emídio e, desde então, ele é invocado contra os terremotos. Como resultado deste evento, a Igreja Católica dedicou uma paróquia ao santo, em 1717. Além disso, muitas cidades o nomearam padroeiro, erguendo estátuas em sua homenagem nas igrejas (L'Aquila, em 1732; Cingoli, em 1747; San Ginesio, em 1751; e Nocera Umbra, em 1751). Em São Paulo, no bairro de Vila Prudente, está localizada a Paróquia Santo Emídio, construída em 1944.
Considera-se que Emídio protegeu Ascoli de outros perigos, também. Diz-se que uma visão deslumbrante de Emídio impediu Alarico I de destruir Ascoli em 409. As tropas de Conrado II, imperador do Sacro Império Romano-Germânico, passaram pela região em 1038 carregando a peste; Bernardo I, bispo de Ascoli, invocou a ajuda de Emídio e, assim, a peste cessou. Durante a Segunda Guerra Mundial, em 3 de outubro de 1943, Emídio teria protegido a cidade contra os movimentos alemães em face dos partisans italianos.

## Galeria

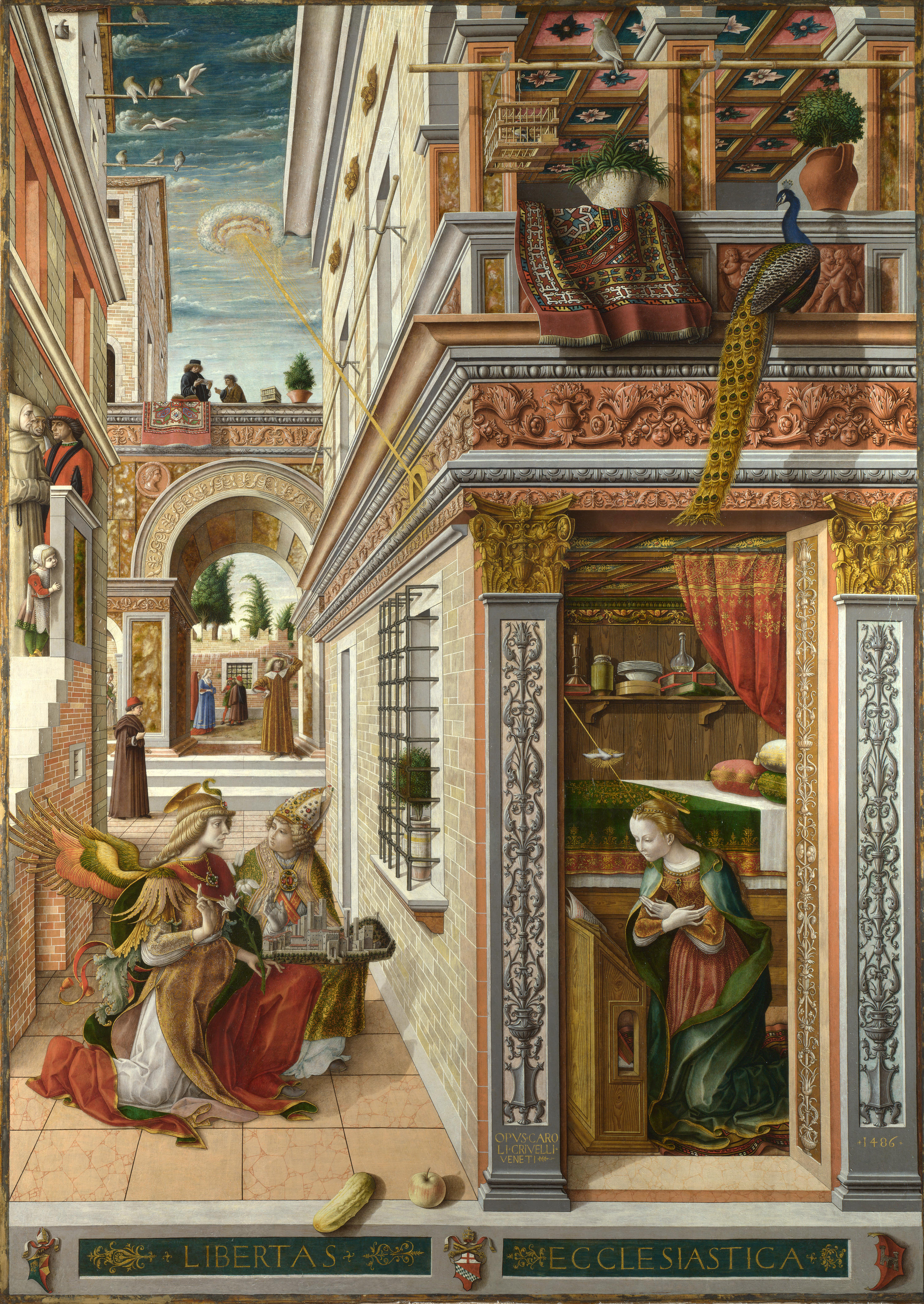
Anunciação com Santo Emídio (1486). Carlos Crivelli .
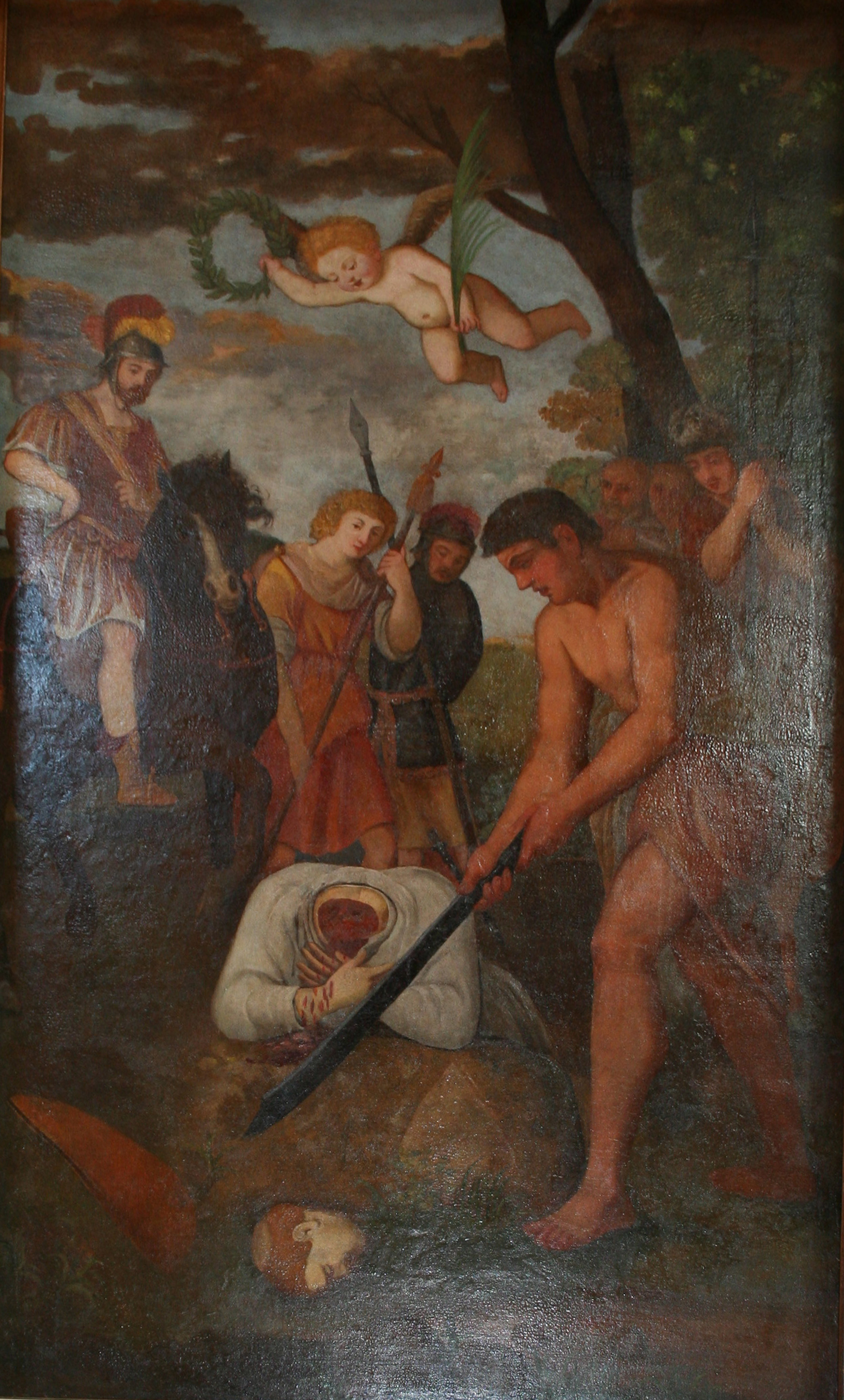
A decapitação de Santo Emídio.
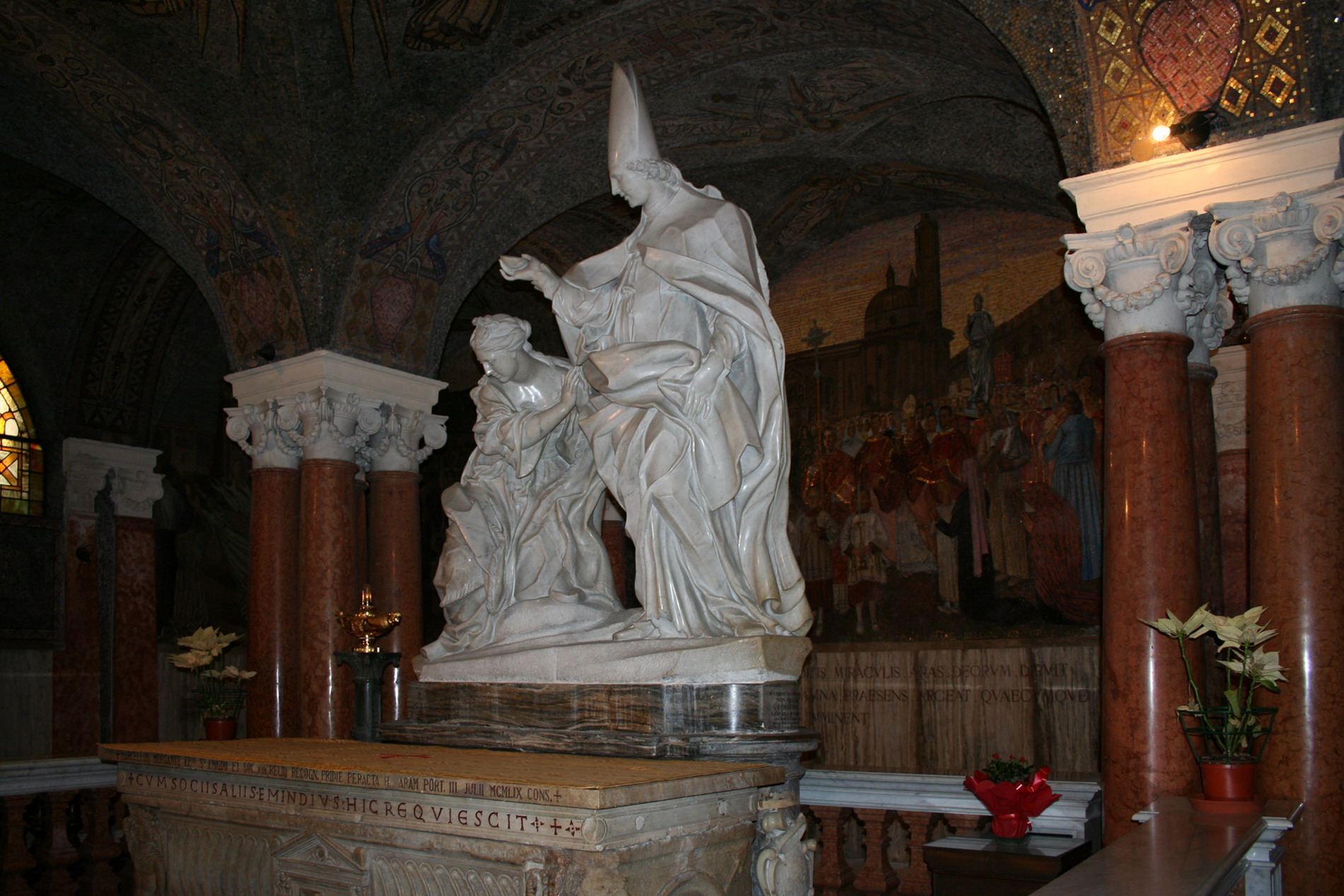
Estátua de Santo Emídio convertendo Polisia ao cristianismo.
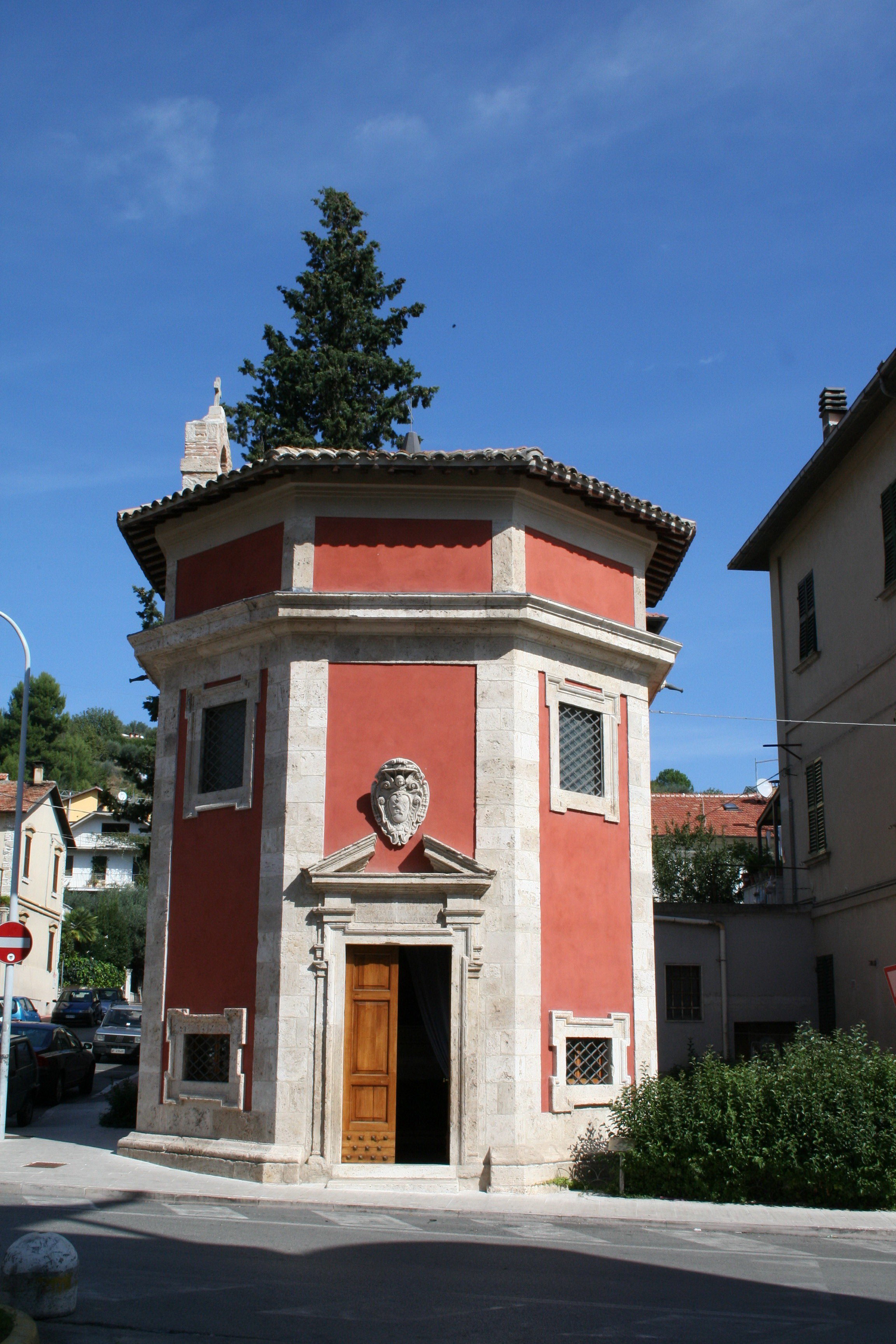
O Templo Vermelho de Santo Emídio, em Ascoli Piceno, construído no local do martírio de Emídio.